# Turtur
Turtur é um gênero de aves da família Columbidae.
As seguintes espécies são reconhecidas:
- Turtur chalcospilos (Wagler, 1827)
- Turtur abyssinicus (Sharpe, 1902)
- Turtur afer (Linnaeus, 1766)
- Turtur tympanistria (Temminck, 1809)
- Turtur brehmeri (Hartlaub, 1865)